# Callancyla
Callancyla is een kevergeslacht uit de familie van de boktorren (Cerambycidae). De wetenschappelijke naam van het geslacht werd voor het eerst geldig gepubliceerd in 1912 door Aurivillius.

## Soorten
Callancyla omvat de volgende soorten:
- Callancyla atrocoerulea Zajciw, 1970
- Callancyla bimaculata (Gounelle, 1911)
- Callancyla capixaba M. L. Monné, 1997
- Callancyla cribellum (Bates, 1885)
- Callancyla croceicollis (White, 1855)
- Callancyla curvicollis (Buquet, 1857)
- Callancyla malleri Fuchs, 1966
- Callancyla tucumana Viana, 1971